# Morris-Turnberry (Ontario)
Morris-Turnberry – gmina (ang. township) w Kanadzie, w prowincji Ontario, w hrabstwie Huron.
Powierzchnia Morris-Turnberry to 376,9 km². Według danych spisu powszechnego z roku 2001 Morris-Turnberry liczy 3499 mieszkańców (9,28 os./km²).